# Patrick Quinn
Pour les articles homonymes, voir Quinn.
Temple de la renommée : 2016
Temple de la renommée de l'IIHF : 2016
John Brian Patrick Quinn (O.C.), dit Pat Quinn, (né le 29 janvier 1943 à Hamilton en Ontario au Canada — mort le 23 novembre 2014 à Vancouver au Canada) est un joueur professionnel et entraîneur de hockey sur glace. Il joua au poste de défenseur avec les Maple Leafs de Toronto, les Canucks de Vancouver et les Flames d'Atlanta entre 1968 et 1977,.

## Carrière

### Entraîneur
Dès la saison 1977-1978, la saison suivant sa retraite de joueur, il se retrouve derrière le banc des Flyers de Philadelphie à titre d'entraîneur-adjoint. La saison suivante, il commence comme entraîneur-chef du club-école des Flyers, les Mariners du Maine, avant d'être promu au même poste chez les Flyers qu'il mène en 1980 en finale de la Coupe Stanley, où ils perdent face aux Islanders de New York. Il reste en poste jusque tard dans la saison 1981-1982 avant d'être congédié. En 1984-1985, il devient entraîneur-chef des Kings de Los Angeles jusqu'en 1985-1986. En 1990-1991, il devient entraîneur-chef des Canucks. Il les mène en 1994 à la finale de la Coupe Stanley, mais il perd une seconde fois, cette fois contre les Rangers de New York. Il quitte Vancouver au terme de cette saison, mais il y revient brièvement en fin de saison 1995-1996. En 1998-1999, il se retrouve à la barre des Maple Leafs ; son règne à Toronto se termine le 20 avril 2006 alors que les Leafs le congédient en même temps que Rick Ley. Après avoir été entraîneur-chef pour l'équipe du Canada junior pendant le championnat du monde de hockey junior à Ottawa, Quinn se fait embaucher le 26 mai 2009 pour le poste d'entraîneur des Oilers d'Edmonton, en remplacement de Craig MacTavish. Il est secondé par Tom Renney et Kelly Buchberger

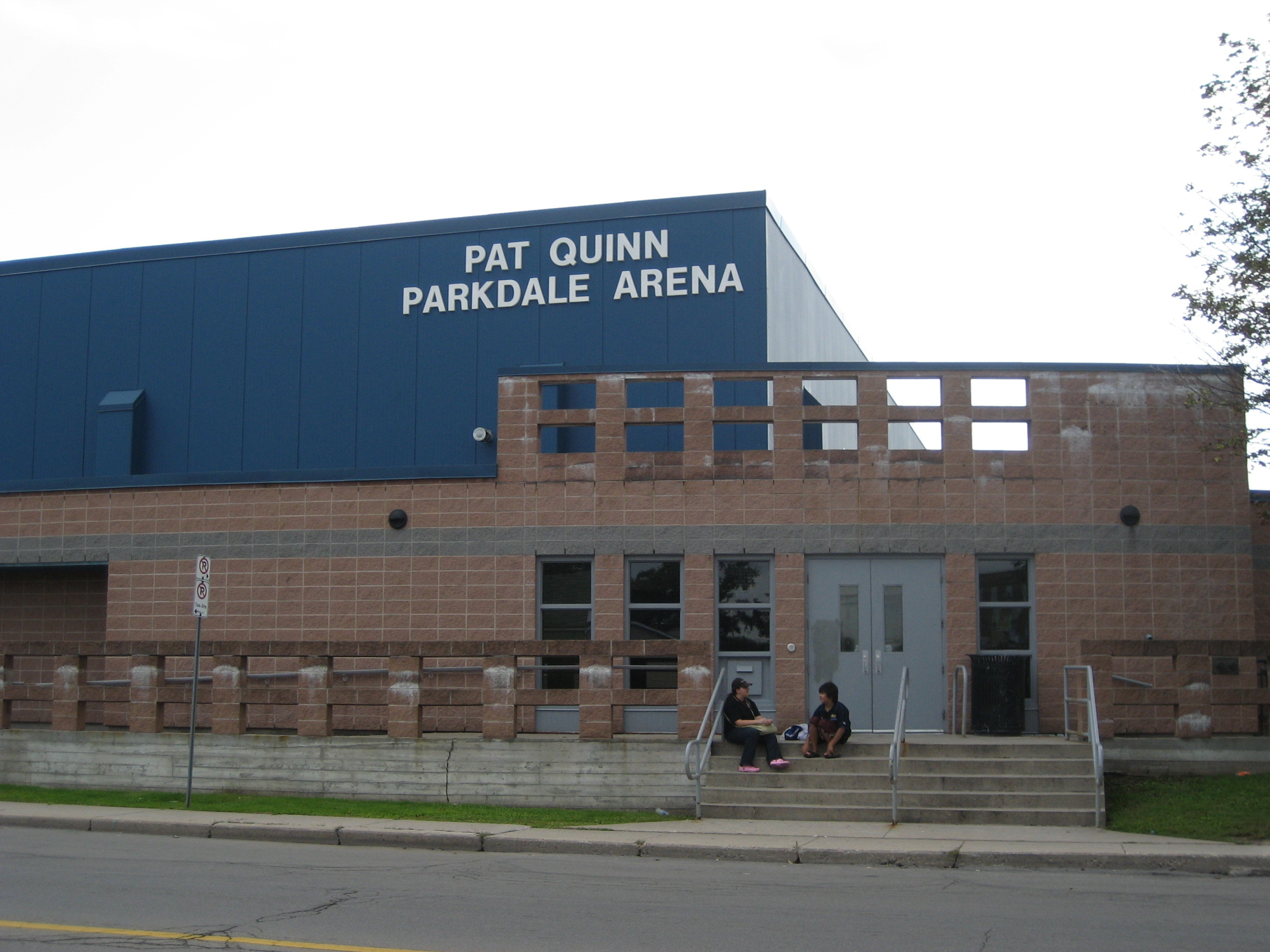
Pat Quinn Parkdale Arena à Hamilton (Ontario).

Le 23 novembre 2014, il meurt des suites d'une longue maladie.